# Blue Suede Shoes: A Rockabilly Session
Blue Suede Shoes: A Rockabilly Session war ein Konzert von Carl Perkins und weiteren hochkarätigen Musikern, das am 21. Oktober 1985 vor Publikum in den Limehouse Studios in London (England), für das Fernsehen aufgezeichnet wurde.

## Beschreibung
Rock-’n’-Roll-Pionier Carl Perkins trat in Begleitung von Freunden und Kollegen, wie den ehemaligen Beatles George Harrison und Ringo Starr oder den Stray-Cats Mitgliedern Slim Jim Phantom und Lee Rocker auf. Dave Edmunds hatte die musikalische Leitung, trat als Co-Produzent auf und begleitete Perkins mit seiner Band. Das Konzert bestand bis auf den Titel What Kind of a Girl von Rosanne Cash aus klassischen Rockabilly-Songs, die Perkins entweder selber geschrieben oder in der Vergangenheit interpretiert hatte.
Das Konzert-Special wurde an Silvester 1985 in Großbritannien auf Channel 4 und in den USA 1986 auf Cinemax mit vorgestellten Kommentaren von Johnny Cash, Roy Orbison und Jerry Lee Lewis ausgestrahlt.
Perkins spielte mit wechselnder Besetzung auf der Bühne zehn Songs, gefolgt von einem instrumentalen Stück im Gitarrenduell mit Harrison. Danach betraten alle Beteiligten die Bühne und spielten ein Medley. Es folgen vier weitere Lieder, als Zugabe wurde erneut Blue Suede Shoes gespielt. Einige Quellen geben als 18. Titel beziehungsweise als zweite Zugabe den Titel Gone Gone Gone an. Dieses Stück wird während des Abspanns allerdings nur vom Band wiedergegeben.

## Musiker
- Carl Perkins Gitarre, Gesang
- Ringo Starr (Schlagzeug, Tamburin, Gesang)
- George Harrison (Gitarre, Gesang)
- Eric Clapton (Gitarre, Gesang)
- Rosanne Cash (Gesang, Maracas)
- Slim Jim Phantom (Schlagzeug, Tamburin)
- Earl Slick (Gitarre)
- Greg Perkins (E-Bass)
- Lee Rocker (Kontrabass)
- Dave Edmunds (Gitarre, Gesang)

The Dave Edmunds Band:
- David Charles (Schlagzeug)
- John David (Bass)
- Mickey Gee (Gitarre)
- Geraint Watkins (Klavier)

## Songs
1. Boppin’ the Blues (Carl Perkins, Howard Griffin)
2. Put Your Cat Clothes On (Carl Perkins)
3. Honey Don’t (Carl Perkins), Gesang Ringo Starr
4. Matchbox (Carl Perkins)
5. Mean Woman Blues (Claude Demetrius)
6. Turn Around (Carl Perkins)
7. Jackson (Jerry Leiber, Billy Edd Wheeler), Carl & Rosanne
8. What Kind of Girl (Steve Forbert) , Gesang nur Rosanne
9. Everybody’s Trying to Be My Baby (Carl Perkins), Gesang nur George
10. Your True Love (Carl Perkins), Band verlässt Bühne
11. The World Is Waiting for the Sunrise (Gene Lockhart, Ernest Seitz) - Instrumental, George & Carl
12. Medley:
 That’s Alright Mama (Arthur Crudup)
 Blue Moon of Kentucky (Bill Monroe)
 Night Train to Memphis (Owen Bradley)
13. Glad All Over (Carl Perkins)
14. Whole Lotta Shakin’ Goin’ On (Sunny David, Roy Hall, Dave Williams)
15. Gone Gone Gone (Carl Perkins)
16. Blue Suede Shoes (Carl Perkins), Gesang Perkins
17. Blue Suede Shoes (Zugabe) (Carl Perkins), Gesang durch die anwesenden Musiker, George (sandfarbenes Sakko) und Dave Carl

## Hintergrund
Die Proben fanden an zwei Tagen im September 1985 in den Nomis Studios in London statt. Ringo Starr war nur an einem Tag anwesend, Eric Clapton nahm aufgrund seiner Japan-Tournee an den Proben gar nicht teil.
Dies war der erste Auftritt von George Harrison nach über zehn Jahren.

## Veröffentlichung
Das Konzert wurde als VHS, Laserdisc, Video-CD, DVD, Schallplatte und Compact Disc veröffentlicht.

## Besetzung
| Musiker          | Boppin’ the Blues | Put Your Cat Clothes On | Honey Don’t        | Matchbox           | Mean Woman Blues | Turn Around     | Jackson         | What Kind of Girl | Everybody’s Trying to Be My Baby | Your True Love  | The World Is Waiting for the Sunrise | Medley          | Glad All Over   | Whole Lotta Shakin' Goin’ On | Gone Gone Gone  | Blue Suede Shoes |
| ---------------- | ----------------- | ----------------------- | ------------------ | ------------------ | ---------------- | --------------- | --------------- | ----------------- | -------------------------------- | --------------- | ------------------------------------ | --------------- | --------------- | ---------------------------- | --------------- | ---------------- |
| Carl Perkins     | Gitarre, Gesang   | Gitarre, Gesang         | Gitarre            | Gitarre, Gesang    | Gitarre, Gesang  | Gitarre, Gesang | Gitarre, Gesang | Gitarre, Gesang   | Gitarre, Gesang                  | Gitarre, Gesang | Gitarre                              | Gitarre, Gesang | Gitarre, Gesang | Gitarre, Gesang              | Gitarre, Gesang | Gitarre, Gesang  |
| Ringo Star       | -                 | -                       | Schlagzeug, Gesang | Schlagzeug, Gesang | -                | -               | -               | -                 | -                                | -               | -                                    | Tamburin        | Tamburin        | Schlagzeug                   | Schlagzeug      | Schlagzeug       |
| George Harrison  | -                 | -                       | -                  | -                  | -                | -               | -               | -                 | Gitarre. Gesang                  | Gitarre, Gesang | Gitarre                              | Gitarre         | Gitarre, Gesang | Gitarre                      | Gitarre         | Gitarre          |
| Eric Clapton     | -                 | -                       | -                  | Gitarre, Gitarre   | Gitarre, Gesang  | -               | -               | -                 | -                                | -               | -                                    | Gitarre, Gesang | Gitarre         | Gitarre                      | Gitarre         | Gitarre          |
| Rosanne Cash     | -                 | -                       | -                  | -                  | -                | -               | Gesang          | Gesang            | -                                | -               | -                                    | Maracas, Gesang | Maracas         | Maracas                      | Maracas         | Maracas          |
| Slim Jim Phantom | Schlagzeug        | Schlagzeug              | -                  | -                  | -                | -               | -               | -                 | -                                | -               | -                                    | Schlagzeug      | Schlagzeug      | Tamburin                     | Schlagzeug      | Schlagzeug       |
| Greg Perkins     | Bass              | Bass                    | Bass               | -                  | -                | -               | -               | -                 | -                                | -               | -                                    | Bass            | Bass            | Bass                         | Bass            | Bass             |
| Earl Slick       | Gitarre           | Gitarre                 | -                  | -                  | -                | -               | -               | -                 | -                                | -               | -                                    | -               | Gitarre         | Gitarre                      | Gitarre         | Gitarre          |
| Lee Rocker       | Kontrabass        | Kontrabass              | Kontrabass         | -                  | -                | -               | -               | -                 | -                                | -               | -                                    | Kontrabass      | Kontrabass      | Kontrabass                   | Kontrabass      | Kontrabass       |
| Dave Edmunds     | Gitarre           | Gitarre                 | Gitarre            | Gitarre            | Gitarre          | Gitarre         | Gitarre         | Gitarre           | Gitarre                          | Gitarre, Gesang | -                                    | Gitarre         | Gitarre         | Gitarre                      | Gitarre         | Gitarre          |
| David Charles    | -                 | -                       | -                  | -                  | Schlagzeug       | Schlagzeug      | Schlagzeug      | Schlagzeug        | Schlagzeug                       | Schlagzeug      | -                                    | Beispiel        | Beispiel        | Beispiel                     | Beispiel        | Beispiel         |
| John David       | -                 | -                       | -                  | Bass               | Bass             | Bass            | Bass            | Bass              | Bass                             | Bass            | -                                    | Bass            | Bass            | Bass                         | Bass            | Bass             |
| Mickey Gee       | -                 | -                       | Gitarre            | Gitarre            | Gitarre          | Gitarre         | Gitarre         | Gitarre           | Gitarre                          | Gitarre         | -                                    | Gitarre         | Gitarre         | Gitarre                      | Gitarre         | Gitarre          |
| Geraint Watkins  | Klavier           | Klavier                 | Klavier            | Klavier            | Klavier          | Klavier         | Klavier         | Klavier           | Klavier                          | Klavier         | -                                    | Klavier         | Klavier         | Klavier                      | Klavier         | Klavier          |